# Echinococcus multilocularis
Echinococcus multilocularis é uma espécie de cestoda da família Taeniidae. Os adultos parasitam o intestino delgado de canídeos, e as larvas utilizam como hospedeiro intermediário roedores e o homem, causando o cisto hidático.